# Mehdi Nebbou
Mehdi Nebbou (Bayonne, 10 gennaio 1971) è un attore francese.
Dopo essere cresciuto a Bayonne, e aver passato la sua adolescenza a Lione, lascia la Francia per trasferirsi a Berlino. Si presenta all'esame di ammissione della scuola di Cinema di Berlino, dove studierà dal 1995 al 2000. Si diploma come regista, crea quattro cortometraggi e un film documentario al suo attivo, ma la collaborazione con uno degli studenti della scuola di Cinema, il regista Filipsos Tsitos, lo renderà un giovane attore, soprattutto in dei film tedeschi come My Sweet Home di Filipos Tsitos, Schläfer di Benjamin Heisenberg nel 2005.
Notato da Hollywood e poliglotta, gli vengono proposti dei ruoli in grandi produzioni americane: Munich di Steven Spielberg, Nessuna verità di Ridley Scott e la quinta stagione di Homeland. In Francia, recita in drammi come Rivals di Jacques Maillot o Segreto di Stato di Philippe Haïm, ma anche in commedie come Mince alors! di Charlotte de Turckheim e Joséphine di Agnès Obadia.

## Biografia

### Infanzia e istruzione
Nato da un padre algerino e da una madre di origini tedesche, Mehdi Nebbou ha trascorso la sua infanzia nel Paese basco, a Bayonne. Si trasferisce nell'agosto 1989 a Berlino in Germania, tre mesi prima della caduta del muro nel novembre 1989. Lavora per molti anni come cameriere e poi come barman in diversi bar e discoteche di Berlino prima di partire nel 1992 per l'Italia. All'inizio lavora come animatore di villaggi vacanza in Toscana e farà degli spettacoli teatrali con dei bambini, poi vivrà per due anni in un camper a Merate, tra Milano e il lago di Como, dove farà un apprendistato da carpentiere.
Nel 1994 torna a Berlino col suo camper per sostenere l'esame di ammissione all'Accademia tedesca del cinema e della televisione di Berlino, dove studia regia per cinque anni. Durante un viaggio in Marocco, incontrerà la fotografa Nouma Bordj con la quale ora ha una bambina. Nel 1999, aiutando ai casting uno studente della sua scuola, Filippos Tsitos, grazie a quest'ultimo, supera le prove per uno dei ruoli principali. Mehdi Nebbou fa così i suoi primi passi come attore nel 2001 in My Sweet Home, presentato nel concorso del Festival di Berlino 2001

### Carriera
Dopo essersi diplomato come regista, Mehdi Nebbou fa diversi lavoretti da tecnico sui set per 3 anni. Monta molti film documentari come Das Wunder von Kaufbeuren di Christine Kugler e Gerald Mass. È anche primo aiuto regista per il film The Middle of Nowhere di Nathalie Steinbart nel 2001 e location manager per una decina di lungometraggi come J'ai tué Clémance Acéra di Jean-Luc Gaget lo stesso anno. Nel 2004, il regista Samir Nasr gli offre il suo primo ruolo principale in Présumé Coupable, film uscito nel 2005 che vince un Golden Gate Awards al Festival Internazionale del Film di San Francisco. Lo stesso anno, recita anche in Schläfer di Benjamin Heisenberg, film tedesco acclamato dalla critica e presentato al Festival di Cannes 2005 nella sezione "Un certain regard".
Da quel momento, la sua carriera in Germania prende una piega importante, aiutato anche dalle sue competenze da poliglotta (parla fluentemente francese, inglese, tedesco, italiano e algerino), e gli si spalancano le porte del cinema internazionale. Steven Spielberg gli propone il ruolo di Ali Hassan Salameh ( considerato la mente del Settembre Nero) nel suo film Munich del 2005, seguito da Hal Hartley che lo fa recitare insieme a Jeff Goldblum in Fay Grim nel 2006. Nel 2007, riceve il premio First Steps per la migliore rivelazione maschile grazie al ruolo recitato in Teresas Zimmer di Constanze Knoche.
Recita per la prima volta in un film francese nel 2006, interpretando il gangster Hicham in Truands di Frédéric Schoendoerffer, con Béatrice Dalle, Benoît Magimel e Philippe Caubère. L'anno dopo, nel 2007, ha continuato a girare film francesi: José Lazaga in Rivals di Jacques Maillot con Guillaume Canet et François Cluzet, un segnalatore in Cash- fate il vostro gioco di Éric Besnard con Jean Reno e Jean Dujardin e un agente della DGSE in Segreto di Stato di Philippe Haïm con Gérard Lanvin e Simon Abkarian. Contemporaneamente, continua la sua carriera a Hollywood e condivide il poster con Leonardo DiCaprio e Russell Crowe nel film Nessuna Verità di Ridley Scott nel 2008.
Mehdi Nebbou si avvicina alla televisione con la seconda stagione di Spiral nel 2008. Nel 2010 esce il thriller Magma di Pierre Vinour in cui Mehdi interpreta un uomo che soffre di doppia personalità con Natacha Régnier, Arly Jover e Aurélien Recoing. Nel 2011, recita nel film italiano Come trovare nel modo giusto l'uomo sbagliato di Salvatore Allocca e Daniela Cursi Masella. Poi, nel 2012 interpreta il ruolo maschile principale in un film indiano, English Vinglish, primo film di Gauri Shinde che permette a la straordinaria star Sridevi, considerata la "Meryl Streep" indiana, di ritornare sullo schermo dopo quattordici anni di assenza. 
Mehdi Nebbou si avvicina alla commedia nel 2012 grazie a Charlotte de Turckheim in Grasso è bello! Recita insieme a Sandrine Kiberlain, Emmanuelle Devos e Emmanuelle Bercot in Rue Mandar di Idit Cebula, poi insieme a Virginie Efira e Alice Taglioni in Cookie di Léa Fazer e insieme a Marilou Berry in Joséphine di Agnès Obadia nel 2013. Nel 2014 recita nel film Wir Monster di Sebastiano Ko che viene presentato in selezione al Festival di Toronto nel 2015. Interpreta anche il ruolo principale di una commedia narrante le peripezie di tre perdenti in Irlanda in Happy Hour di Franz Müller.

Nel 2015 interpreta un giornalista in inchiesta in Romania per prostituzione di minori nel film di Adrian Sitaru The Fixer e riprende il ruolo di Ciclone nella serie Le Bureau- Sotto copertura creato da Éric Rochant su Canal+. Nel novembre 2015 viene trasmesso su Arte il telefilm realizzato da Philippe Harel Les Heures souterraines, tratto dal romanzo omonimo di Delphine de Vigan, che vince il Pyrénées d'Or per migliore telefilm, al Festival di Luchon del 2015. Mehdi Nebbou interpreta il personaggio principale maschile. Secondo la critica di telefilm di Télérama,
Nel 2016 riprende il ruolo principale maschile nella prima regia di Marilou Berry, Un neonato all'improvviso, e interpreta uno dei ruoli principali nella quinta stagione di Homeland, andata in onda nell'autunno 2015. Nel 2018 entra a far parte del cast della serie Netflix Baby, interpretando l'ambasciatore, il padre di Damiano.

## Filmografia

### Cinema
- My Sweet Home, regia di Filippos Tsitos (2001)
- Présumé Coupable, regia di Samir Nasr (2005)
- Schläfer, regia di Benjamin Heisenberg (2005)
- Munich, regia di Steven Spielberg (2005)
- Der Lebensversicherer, regia di Bülent Akinci (2006)
- Fay Grim, regia di Hal Hartley (2006)
- Truands, regia di Frédéric Schoendoerffer (2007)
- Faits divers, cortometraggio di Bill Barluet (2007)
- Rivals, regia di Jacques Maillot (2008)
- Cash - Fate il vostro gioco (Ca$h), regia di Éric Besnard (2008)
- Berlin Calling, regia di Hannes Stöhr (2008)
- Nessuna verità (Body of Lies), regia di Ridley Scott (2008)
- Schattenwelt, regia di Connie Walther (2008)
- Segreto di Stato (Secret défense), regia di Philippe Haïm (2008)
- Magma, regia di Pierre Vinour (2010)
- Zeiten ändern dich, regia di Uli Edel (2010)
- 600 kilos d'or pur, regia di Éric Besnard (2010)
- By night, cortometraggio di Juan Diaz B. (2010)
- Les Jours à venir, regia di Lars Kraume (2010)
- Switch, regia di Frédéric Schoendoerffer (2011)
- Come trovare nel modo giusto l'uomo sbagliato, regia di Salvatore Allocca e Daniela Cursi Masella (2011)
- Special Forces - Liberate l'ostaggio (Forces spéciales), regia di Stéphane Rybojad (2011)
- Mince alors!, regia di Charlotte de Turckheim (2012)
- Our little differencies, regia di Sylvie Michel (2012)
- Die Besucher, regia di Constanze Knoche (2012)
- English Vinglish, regia di Gauri Shinde (2012)
- Rue Mandar, regia di Idit Cebula (2013)
- Cookie, regia di Léa Fazer (2013)
- 11.6, regia di Philippe Godeau (2013)
- Joséphine, regia di Agnès Obadia (2013)
- Back on Track, regia di Kilian Riedhof (2013)
- Hasta Mañana, regia di Sébastien Maggiani e Olivier Vidal (2014)
- We monster, regia di Sebastian Ko (2015)
- Happy Hour, regia di Franz Müller (2015)
- The Fixer, regia di Adrian Sitaru (2016)
- Un neonato all'improvviso (Joséphine, Pregnant & Fabulous), regia di Marilou Berry (2016)
- Doppio sospetto (Duelles), regia di Olivier Masset- Depasse (2018)
- House of Gucci, regia di Ridley Scott (2021)
- Rose, regia di Aurélie Saada (2021)

### Televisione

#### Telefilm
- Verschleppt- Kein Weg zurück di Hansjörg Thurn (2006)
- Teresas Zimmer di Constance Knoche (2006)
- Le choix de Myriam di Malik Chibane (2009)
- Douce France, regia di Stéphane Giusti (2009)
- Le Train de 8h28 di Christian Alvart (2011)
- L'Enfant Terrible di Connie Walther (2012)
- Mon mari, un assassin di Lancelot von Naso (2013)
- Vogue la vie! di Claire de la Rochefoucauld: (2014)
- Les Heures souterraines di Philippe Harel (2015)

#### Serie TV
- Tatort – serie TV, episodio 664 (2007)
- GSG9 - Squadra d'assalto (GSG9 - Ihr Einsatz Ist Ihr Leben) – serie TV, episodio 1x01 (2007)
- Spiral (Engrenages) – serie TV, episodi 2x05, 2x08 (2008)
- Tatort – serie TV, episodio 774 (2010)
- I Testimoni (Les Témoins) – serie TV (2015)
- Couples – serie TV, episodio 1x01 (2015)
- Le Bureau - Sotto copertura (Le Bureau des légendes) – serie TV (2015)
- Hard – serie TV (2015)
- Homeland - Caccia alla spia (Homeland), – serie TV, episodi 5x6,5x7,5x11 (2015)
- Occupied (Okkupert) – serie TV, stagione 2 (2017)
- Baby – serie TV (2018)
- Deutschland 86 – serie TV (2018)
- Morgane - Detective geniale (HPI - Haut potentiel intellectuel) – serie TV (2021-in corso)
- Tout va bien – serie TV (2023)

## Doppiatori italiani
Nelle versioni in italiano dei suoi prodotti, Mehdi Nebbou è stato doppiato da:
- Ruggero Andreozzi in Doppio sospetto, I Testimoni
- Massimiliano Alto in Nessuna verità
- Ezio Conenna in Le Bureau - sotto copertura
- Oreste Baldini in The Last Word
- Andrea Lavagnino in Morgane - Detective geniale
- Francesco Prando in House of Gucci

## Riconoscimenti

### Premi
- First Steps Awards 2007 : Migliore rivelazione maschile per Teresas Zimmer
- Festival des créations télévisuelles de Luchon 2009 : Premio della rivelazione per Le Choix de Myriam
- Festival de la fiction TV de La Rochelle 2009 : Migliore interpretazione maschile per Douce France[6]